# 七和郵便局
七和郵便局（ななわゆうびんきょく）は、青森県五所川原市にある郵便局。

## 所在地
- 青森県五所川原市大字原子字山元55-2

## 歴史
- 不明 - 開局。
- 1888年（明治21年）3月31日 - 閉局[1]。
- 1904年（明治37年）12月20日 - 原子郵便局（三等）として開局、貯金事務も取扱う[2]。
- 1933年（昭和8年）
  - 4月1日 - 七和郵便局に改称[3]。
  - 9月21日 - 電話通話事務開始[4]。
  - 11月6日 - 電話交換業務開始[5]。
- 1974年（昭和49年）5月29日 - 電話交換業務が、電電公社五所川原電報電話局に移管。
- 2002年（平成14年）3月25日 - 集配業務が、五所川原郵便局に移管[6]。
- 2003年（平成15年）
  - 4月28日 - 局舎建替のため、字山元158-1の仮局舎に移転。
  - 10月20日 - 新局舎完成により、現在地（元の位置）に移転。

## 取扱内容
- 郵便、印紙、ゆうパック、内容証明
- 貯金、為替、振替、振込、国債、貸付
  - 外貨両替や小切手払は扱わない。
- 生命保険、がん保険、バイク自賠責保険、自動車保険
- ゆうちょ銀行ATM（払い込み対応機種）

## 定休日
- 窓口 - 土日祝と年末年始
- ATM - 土曜日午後・日祝日・正月3が日

## 周辺
- 青森県道34号五所川原浪岡線

## アクセス
- 五所川原市内から約10km、車で約15分。
- 弘南バス青森線「原子」バス停下車後、目の前。
- JR奥羽本線大釈迦駅から、
  - 車で約6.1km、約10分。
  - 弘南バス「大釈迦駅通り」バス停まで徒歩移動し、上述の青森線に乗車して、「原子」バス停下車。
- 駐車場:4台分

## 参考資料
- 『五所川原市史』通史編2「第三章 五所川原の現代と未来・第七編 現代の五所川原」696頁の「表 190 市内の特定郵便局」
- 『東奥年鑑』1975年版195頁「運輸・通信-電信・電話」